# Lina Marengo
Lina Marengo (Roma, 19 gennaio 1888 – Roma, 6 febbraio 1987) è stata un'attrice italiana.

## Biografia
Attrice caratterista romana, fa il suo debutto nel 1935 in un film di Carmine Gallone, ma è a partire dal 1938 e fino al 1943 che è molto attiva nel cinema italiano, partecipando ad una ventina di film, tra i quali ben quattro con Vittorio De Sica. Più sporadiche le sue apparizioni nell'immediato dopoguerra e sempre interpretando ruoli minori. Chiude la sua carriera cinematografica con 31 film all'attivo nel 1953, con la sua presenza nel cast dell'unico film diretto da Renato Rascel. È deceduta all'età di 99 anni.

## Filmografia
- Casta diva, regia di Carmine Gallone (1935)
- L'albero di Adamo, regia di Mario Bonnard (1938)
- Inventiamo l'amore, regia di Camillo Mastrocinque (1938)
- La vedova, regia di Goffredo Alessandrini (1939)
- Papà Lebonnard, regia di Jean de Limur (1939)
- Le sorprese del divorzio, regia di Guido Brignone (1939)
- Piccolo hotel, regia di Piero Ballerini (1939)
- Processo e morte di Socrate, regia di Corrado D'Errico (1939)
- Kean, regia di Guido Brignone (1940)
- Lucrezia Borgia, regia di Hans Hinrich (1940)
- Maddalena... zero in condotta, regia di Vittorio De Sica (1940)
- Ecco la felicità, regia di Marcel L'Herbier (1940)
- Teresa Venerdì, regia di Vittorio De Sica (1941)
- È caduta una donna, regia di Alfredo Guarini (1941)
- Un garibaldino al convento, regia di Vittorio De Sica (1942)
- Non ti pago!, regia di Carlo Ludovico Bragaglia (1942)
- I due Foscari, regia di Enrico Fulchignoni (1942)
- Dente per dente, regia di Marco Elter (1943)
- I nostri sogni, regia di Vittorio Cottafavi (1943)
- I bambini ci guardano, regia di Vittorio De Sica (1943)
- L'ippocampo, regia di Gian Paolo Rosmino (1943)
- Il diavolo bianco, regia di Nunzio Malasomma (1947)
- La Certosa di Parma, regia di Christian-Jaque (1948)
- Maracatumba... ma non è una rumba, regia di Edmondo Lozzi (1949)
- La cintura di castità, regia di Camillo Mastrocinque (1949)
- Domani è troppo tardi, regia di Léonide Moguy (1950)
- Canzone di primavera, regia di Mario Costa (1951)
- Porca miseria!, regia di Giorgio Bianchi (1951)
- Il boia di Lilla, regia di Vittorio Cottafavi (1952)
- La carrozza d'oro, regia di Jean Renoir (1952)
- La passeggiata, regia di Renato Rascel (1953)